# Barão de Araguari
Barão de Araguari é um título nobiliárquico criado por D. Pedro II do Brasil por carta de 10 de maio de 1873, a favor de João Maria Wandenkolk.
Titulares
1. João Maria Wandenkolk (1806—1874);
2. Antônio Dias Maciel (1826—1910).